# Kommensalismus
Der Ausdruck Kommensalismus (lateinisch commensalis ‚Tischgenosse‘) wird für eine Form der Interaktion zwischen Individuen verschiedener Arten verwendet, die für Angehörige der einen Art positiv, für diejenige der anderen Art neutral ist. Der Ausdruck wird in verschiedenen Bereichen mit leicht unterschiedlicher Definition gebraucht.
- In der ursprünglichen Definition, die auf die Arbeiten des belgischen Parasitologen und Paläontologen Pierre-Joseph van Beneden[1] zurückgeht, ist ein Kommensale ein „Mitesser“, der für seine Ernährung auf einen Organismus einer anderen Art angewiesen ist, indem er an dessen Nahrung teilhat, diesen aber (im Gegensatz zum Parasitismus) nicht schädigt. Bei engem räumlichem Zusammenleben wird der gebende Organismus Wirt und der sich miternährende Kommensale genannt. Dem Wirt entstehen keine Vor- oder Nachteile. Nur der Kommensale ist Nutznießer des Zusammenlebens und ist meist vom Wirt abhängig. Der Kommensale ernährt sich meist von Abfallstoffen oder dem Nahrungsüberschuss des Wirtes, entzieht diesem aber keine lebensnotwendigen Substanzen.[2]

- Abgeleitet von dieser Bedeutung, wurde der Begriff auf jede Art von Interaktion zwischen zwei Arten übertragen, die für einen Partner neutral, für den anderen positiv ist. In diesem Falle kann es sich auch um eine Interaktion unabhängig von Nahrungsbeziehungen (Fachterminus: „trophische“ Beziehungen) handeln. Die nach positiven (+), negativen (−) und neutralen (0) Auswirkungen sortierten möglichen Beziehungen werden dabei in Form einer Interaktionsmatrix geordnet. Es ergeben sich fünf mögliche Beziehungspaare – bzw. sechs, wenn man den trivialen Fall berücksichtigen will, dass die Arten überhaupt nicht interagieren (Paarung 0/0). Kommensalismus ist dieser Definition gemäß die Paarung (+/0), d. h. positiv/neutral. Da zumindest ein Partner auch profitiert, stellt diese interspezifische Wechselbeziehung eine Form der Probiose dar. Die Beziehung wird hier nicht nach den Mechanismen (z. B. Nahrungsbeziehungen), sondern ausschließlich nach den Auswirkungen definiert. Diese Verwendung des Begriffs geht auf den einflussreichen amerikanischen Ökologen Warder Clyde Allee zurück.[3]

- Bei der Betrachtung von Säugetieren hat es sich eingebürgert, als Kommensalen solche Arten zu bezeichnen, die für ihre Ernährung direkt auf den Menschen und seine Vorräte angewiesen sind.[4]

## Mensch
Beim Menschen zählen jene Mikroorganismen zu den Kommensalen, die verschiedene Mikrobiotope als Ekto- oder Endokommensalen besiedeln und in ihrer Gesamtheit dort als die jeweilige Normalflora bezeichnet werden. Teilweise handelt es sich um Mutualismus, da viele der Mikroorganismen für ein den Menschen schützendes Milieu sorgen, was bei einem  Ungleichgewicht der Flora gesundheitliche Probleme mit sich bringt. Dann können diese strenggenommen nicht zu den Kommensalen gezählt werden.
Das sind
- auf der Haut die (nach Hautregion) unterschiedliche Hautflora,
- in der Mundhöhle die Mundflora, die im Bereich der Zähne allerdings nicht vor den säurebildenden und Karies verursachenden Mikroorganismen schützt,
- im oberen Atemtrakt die dortige physiologische Besiedlung mit Mikroorganismen,
- im Darm die nach Darmabschnitt unterschiedlich verteilte Darmflora,
- bei der Frau (in der Vagina) die altersabhängig unterschiedlich zusammengesetzte Scheidenflora.

## Tiere

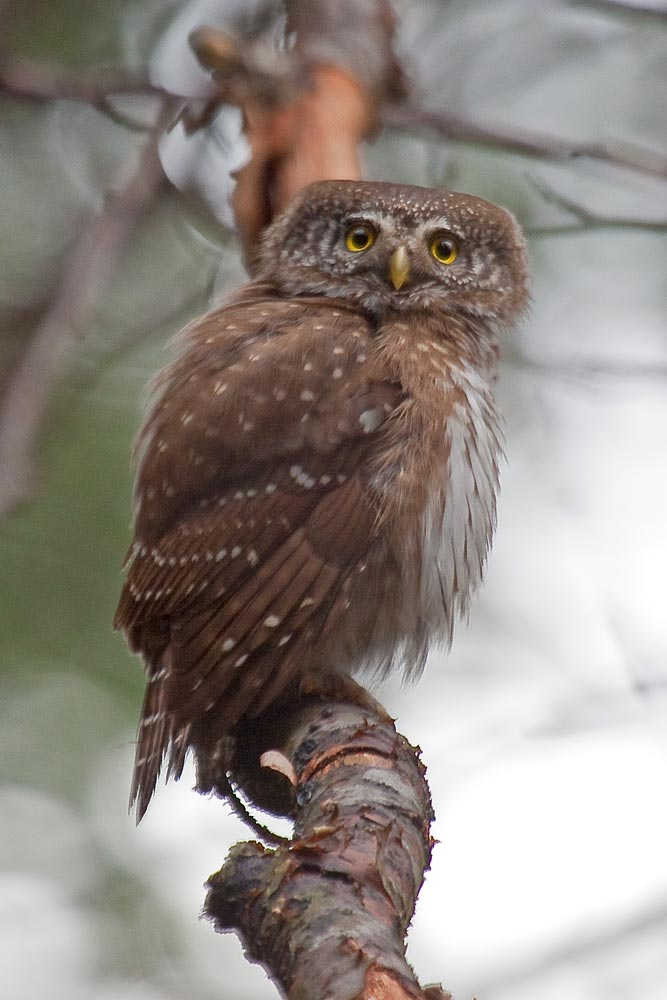
Der kleine Sperlingskauz brütet gern in Spechthöhlen

Ein typisches Beispiel für Kommensalismus ist z. B. bei Aasfressern der Steppen und Wüsten zu beobachten, die größeren Jägern folgen. Gelegentlich können Kommensalen durch Massenauftreten oder Nahrungsknappheit zu indirekten Konkurrenten werden.
Der Bezug verlassener Wohnstätten durch andere Spezies ist ebenfalls eine Form des Kommensalismus. Spechte legen jedes Jahr neue Bruthöhlen an, die anschließend gern von anderen Höhlenbrütern wie Staren oder Käuzen belegt werden, wobei auch Kleinsäuger wie Siebenschläfer als spätere Nutzer in Frage kommen.
Der Bitterling nutzt für die Ablage seiner Eier und als Kinderstube für die Larven Muscheln, wie die Große Flussmuschel und die Große Teichmuschel. Während der kleine Karpfenfisch zwingend auf die Muscheln angewiesen ist, profitieren diese nicht, nehmen jedoch auch keinen Schaden.

## Pflanzen
Ein bekanntes Beispiel ist die Verbreitung der Samenköpfe von Kletten, die sich mit ihren langen, mit Hakenspitzen versehenen Stacheln im Fell von vorbeikommenden Tieren oder auch in Kleidungsstücken von Menschen anheften und an anderer Stelle vom Träger abfallen oder abgezogen werden. Die zeitweilige Nutzung anderer Organismen als Transportmittel wird auch als Phoresie bezeichnet.